# Эль Тигре: Приключения Мэнни Риверы
«Эль Тигре: Приключения Мэнни Риверы» (англ. El Tigre: The Adventures of Manny Rivera) — американский мультипликационный комедийный сериал, рассказывающий о приключениях мексиканского мальчика Хорхе. Премьера мультсериала состоялась 3 марта 2007 года на телеканале Nickelodeon. В октябре 2007 года сериал был отменён без объявления причин. Девять эпизодов второго сезона транслировались на Nickelodeon до сентября 2008 года.
В России транслировался на Nickelodeon с 8 ноября 2008 года по 28 февраля 2010 года. Повторный показ состоялся в декабре 2019 года на дочернем канале – Nicktoons.

## Описание
Сериал повествует о приключениях 13-летнего мальчика по имени Мэнни Ривера в вымышленном мексиканском городе под названием Чудо-город (англ. Miracle City). Отец Мэнни — супергерой Белая Пантера, дед — суперзлодей Пума Локо. Сам Мэнни владеет волшебным ремнём, крутанув пряжку которого, он превращается в Эль Тигре — существо, наделённое сверхспособностями (в числе которых стальные когти, оглушительный тигриный рык и прочее). Однозначно определить Эль Тигре как героя или злодея невозможно, потому что Мэнни сам не решил, кем он хочет вырасти: с одной стороны, быть хорошим это похвально, но с другой «зло — это намного веселее». Так что Мэнни — обычный тринадцатилетний мальчик, который не очень любит школу, зато обожает повеселиться и при этом у него есть сверхвозможности, которые он использует как для добрых дел, так и для шалостей.

## Создание

Мэнни Ривера

Эль Тигре создан семейной парой художников Хорхе Р. Гутьерресом и Сандрой Экиуа (Sandra Equihua). Работая над проектом, пара взяла за основу воспоминания детства и юности, проведённых в «восхитительной Мексике», а конкретно в Мехико и Тихуане. Праобразом Мэнни Ривера стал молодой Хорхе, а подруги Мэнни Фриды Суарес — Сандра. Многие эпизоды мультсериала основаны на реальных событиях из жизни Хорхе и других участников проекта.
Отец Гутьерреса был архитектором, а дед — генералом армии. По его собственным словам, в детстве его тётушки и прочие родственники часто говорили: «Ты вылитый отец», или «Ты совсем как дед», или «Кем же ты вырастешь, художником или генералом?» Воспоминания детства трансформировались в дилемму выбора между будущим супергероя или суперзлодея.
Прототипом для Чудо-города послужил Мехико, в котором Хорхе Гутьеррес провёл бо́льшую часть детства.

## Награды
2007 год — Annie Award в номинации «Лучший анимационный телевизионный продукт для детей» (награждён Эль Тигре) и «Дизайн персонажа анимационного телевизионного продукта» (награждён Хорхе Р. Гутьеррес за работу для эпизода «Пригоршня ошейников»). Также номинировался на награды «Анимация персонажа телевизионного продукта» и «Музыка для анимационного телевизионного продукта».
2008 год — Emmy Award с формулировкой «За выдающиеся личные достижения в анимации» награждена Сандра Экиуа — за дизайн персонажей эпизода «Входит Ворона».

## Эпизоды
| 1a | «Sole of a Hero» «Соло для героя»                                       | Дэйв Томас              | Скотт Кример Сюжет: Дэйв Томас, Скотт Кример и Хорхе Р. Гутьеррес          | Фред Гонзалес                                                    | 3 марта 2007                                         | 8 ноября 2008   |
| Мэнни и Фрида «одолжили» у Рудольфо его Бронзовые Сапоги Правды и развлекались с ними всю ночь, в результате чего сапоги пришли в негодность. Рудольфо, не заметивший неисправности, ввязался в драку со злодеем Эль Осо и был им публично избит. Решив, что его время прошло и он уже слишком стар для подвигов, Рудольфо впадает в глубочайшую депрессию и оставляет супергеройское ремесло. Мэнни и Фрида пытаются починить сапоги самостоятельно, одолжив у Дедули немного плутония. В результате Рудольфо оказывается в центре криминальной столицы мира города Калавера, окружённый бандитами и с неисправными сапогами на ногах.                                                                                        |                                                                         |                         |                                                                            |                                                                  |                                                      |                 |
| 1b | «Night of the Living Guacamole» «Ночь живого Гуакамоле»                 | Дэйв Томас              | Дуг Лэнгдэйл Сюжет: Хорхе Р. Гутьеррес, Дэйв Томас, Бил Моц и Боб Рот      | Фред Осмонд                                                      | 19 февраля 2007 (случайно) 3 марта 2007 (официально) | 8 ноября 2008   |
| Мэнни был послан Рудольфо и Дедулей в магазин для покупки гуакамоле, но вместо этого потратил деньги на лазерный татуировщик, а гуакамоле принял в дар от неизвестной старушки в супермаркете. Старушка оказалась доктором Чипотлем-младшим, который давно вынашивал план мести семье Ривера, и гуакамоле, которым Мэнни накормил Рудольфо и Дедулю, оказался не так прост. |                                                                         |                         |                                                                            |                                                                  |                                                      |                 |
| 2a | «Enter the Cuervo» «Входит Ворона»                                      | Дэйв Томас              | Скотт Кример                                                               | Рики Гардуно                                                     | 3 марта 2007                                         | 8 ноября 2008   |
| В дружеские отношения между Мэнни и Фридой вклинивается девочка-злодейка Зое Авес/Ворона, и их дружба подвергается серьёзному испытанию на прочность. Поддавшись на уговоры Вороны испортить вечеринку в честь дня рождения Фриды, Мэнни приходится выбирать, что для него важнее — лучший друг или его собственная тёмная сторона личности. |                                                                         |                         |                                                                            |                                                                  |                                                      |                 |
| 2b | «Fistful of Collars» «Праздник ошейников»                               | Дэйв Томас              | Скотт Гимпл Сюжет: Скотт Гимпл и Хорхе Р. Гутьеррес                        | Люк Кормикан                                                     | 3 марта 2007                                         | 8 ноября 2008   |
| Мэнни и Фрида, став жертвой рекламы, решают обзавестись новыми суперроликами под названием LuxeBlades. Ролики стоят денег, и друзья находят неплохой способ заработать, занявшись розыском животных, за возврат которых обещано вознаграждение. В результате они оказываются вовлечены в гонку за новинками рынка, им требуется всё больше и больше денег для новых покупок. Апогеем становится визит в криминальную столицу мира Калавера, куда друзья направились, чтобы разыскать пропавшего чихуахуа по имени Тако, за возвращение которого назначена очень высокая премия. |                                                                         |                         |                                                                            |                                                                  |                                                      |                 |
| 3a | «Fool's Goal» «Нечестный гол»                                           | Дэйв Томас              | Роб Хамфри, Джон Бенке и Дуг Лэнгдэйл Сюжет: Скотт Кример                  | Кевин Калихер и Дэйв Томас                                       | 10 марта 2007                                        | 9 ноября 2008   |
| Рудольфо тренирует футбольную команду «Матадоры», в которой играют Мэнни и Фрида. Близится чемпионат Чудо-города, но «Матадоры» — единственная команда, которая не жульничает, потому что таковы принципы их тренера. Друзья понимают, что, играя честно, они не сумеют выиграть чемпионат. Предприняв некоторые диверсионные действия, команда остаётся на время без тренера, который по состоянию здоровья не способен исполнять тренерские функции. Тренером «Матадоров» становится Дедуля, который начинает свою тренерскую карьеру словами: «Матадоры, жульничать нехорошо. Но это единственный путь к победе!» |                                                                         |                         |                                                                            |                                                                  |                                                      |                 |
| 3b | «El Tigre, El Jefe» «Эль Тигре — командир»                              | Дэйв Томас              | Скотт Гимпл Сюжет: Скотт Гимпл и Хорхе Р. Гутьеррес                        | Эдди Тригерос                                                    | 10 марта 2007                                        | 9 ноября 2008   |
| Под впечатлением от уроков Рудольфо о добре и добрых поступках Мэнни принимается помогать своим ближним в решении их проблем. Движимый энтузиазмом, он не замечает, что помощь его начинает принимать навязчивый характер, идя вразрез с желаниями и вкусами людей. Эль Тигре становится диктатором средней школы Леоне, и Серхио/Сеньор Синьестро предлагает недовольным ученикам содействие со стороны своего «друга», который поможет им избавиться от Эль Тигре. |                                                                         |                         |                                                                            |                                                                  |                                                      |                 |
| 4a | «Zebra Donkey» «Зебра-ослик»                                            | Дэйв Томас              | Скотт Гимпл Сюжет: Дэйв Томас                                              | Брэндон Круз и Дэйв Томас                                        | 17 марта 2007                                        | 9 ноября 2008   |
| Выиграв в школьном конкурсе, Мэнни получает право на протяжении недели ухаживать за живым школьным талисманом Зебра-осликом. Но, не сумев досмотреть до конца скучный учебный фильм, в котором рассказывалось о правильном уходе за зебра-осликами, Мэнни кормит его бананами, которые для них ядовиты. Зебра-ослик умирает. Мэнни и Фрида решают украсть у Сартаны её Мистическую Гитару Мёртвых, чтобы с её помощью вернуть Зебра-ослика к жизни. |                                                                         |                         |                                                                            |                                                                  |                                                      |                 |
| 4b | «Adios Amigos» «Адьёс, амигос»                                          | Дэйв Томас              | Скотт Кример Сюжет: Дэйв Томас, Скотт Кример и Хорхе Р. Гутьеррес          | Рики Гардуно                                                     | 17 марта 2007                                        | 9 ноября 2008   |
| В Чудо-город возвращается бывший напарник Белой Пантеры Титановый Титан. Он считает, что Мэнни виноват в разрыве его отношений с Пантерой, и собирается отомстить. В результате атаки Титана страдает Фрида, её отец, шеф полиции Емильяно, обвиняет Мэнни в том, что его общество несёт для Фриды угрозу, и Мэнни решает разорвать дружбу с Фридой ради её же безопасности. |                                                                         |                         |                                                                            |                                                                  |                                                      |                 |
| 5a | «The Mother of All Tigres» «Мать всех тигров»                           | Дэйв Томас              | Скотт Гимпл Сюжет: Скотт Гимпл и Хорхе Р. Гутьеррес                        | Эдди Тригерос                                                    | 7 апреля 2007                                        | 15 ноября 2008  |
| Мария, мама Мэнни, которая ушла от него и Рудольфо много лет назад, возвращается в Чудо-город и пытается завести с Мэнни серьёзный разговор. Мэнни, решив, что Мария хочет увезти его с собой из Чудо-города, пытается убедить её в том, что за время её отсутствия Чудо-город стал безопасным местом и в нём можно спокойно жить, так что его не обязательно куда-то увозить. Ему в этом помогают Фрида и Дедуля. |                                                                         |                         |                                                                            |                                                                  |                                                      |                 |
| 5b | «Old Money» «Богатая нажива»                                            | Дэйв Томас              | Скотт Гимпл Сюжет: Скотт Гимпл и Хорхе Р. Гутьеррес                        | Фред Гонзалес                                                    | 7 апреля 2007                                        | 15 ноября 2008  |
| Мэнни и Фрида вынуждены отработать свои школьные прогулы на общественных работах. Их определяют волонтёрами в дом престарелых «Casa De Adios», где доживают свои дни суперзлодеи на пенсии Комрад Хаос, Мано Негра и Эль Тарантула. Старые злодеи подбивают Мэнни ограбить Сартану С-Того-Света, которая похитила их драгоценности. В результате неудачного ограбления Фрида попадает в лапы к Сартане, и старые злодеи при поддержке Эль Тигре пытаются вызволить девочку из плена. |                                                                         |                         |                                                                            |                                                                  |                                                      |                 |
| 6a | «The Late Manny Rivera» «Мэнни Ривера вечно опаздывает»                 | Дэйв Томас              | Скотт Кример Сюжет: Хорхе Р. Гутьеррес и Скотт Кример                      | Люк Кормикан                                                     | 21 апреля 2007                                       | 15 ноября 2008  |
| Мэнни и Фрида систематически опаздывают на школьные занятия. Завуч Шакал ставит их перед выбором: либо они хотя бы один раз приходят в школу вовремя, либо их обоих отчисляют. Об этом условии узнаёт Серхио/Сеньор Синьестро, который мечтает спровадить Эль Тигре из Чудо-города навсегда. Синьестро попытается любым способом задержать Мэнни по дороге в школу. |                                                                         |                         |                                                                            |                                                                  |                                                      |                 |
| 6b | «Party Monsters» «Вечеринка монстров»                                   | Дэйв Томас              | Трейси Берна Сюжет: Трейси Берна, Хорхе Р. Гутьеррес и Дэйв Томас          | Бен Джонс                                                        | 21 апреля 2007                                       | 15 ноября 2008  |
| Мэнни и Фрида узнают, что группа школьных зануд договаривается о проведении вечеринки в заброшенном доме рядом с Пердидо Каньоном. В результате ночью в старом доме собирается вся школа Леоне. В разгар вечеринки объявляются члены Усатой Мафии, и выясняется, что старый заброшенный дом — это секретный штаб Усатой Мафии. |                                                                         |                         |                                                                            |                                                                  |                                                      |                 |
| 7a | «The Mustache Kid» «Усатый мальчик»                                     | Дэйв Томас              | Скотт Кример Сюжет: Хорхе Р. Гутьеррес и Скотт Кример                      | Рики Гардуно                                                     | 5 мая 2007                                           | 16 ноября 2008  |
| Завидуя взрослым, которых пускают в ночные клубы, у которых есть всё, даже степлеры, Мэнни готов отдать что угодно, лишь бы вырастить усы и стать похожим на взрослого. Узнав об этом, доктор Чипотль-младший представляется ему специалистом по усам и предлагает вырастить усы при помощи магического предмета силы, вроде ремня Эль Тигре. Мэнни получает усы, которым даёт имя Рауль, и лишается пояса Эль Тигре, о чём он узнаёт не сразу… |                                                                         |                         |                                                                            |                                                                  |                                                      |                 |
| 7b | «Puma Licito» «Пума Личито»                                             | Дэйв Томас              | Скотт Кример                                                               | Брэндон Круз                                                     | 5 мая 2007                                           | 16 ноября 2008  |
| Мэнни опасается, что Рудольфо и Мария собираются избавиться от Дедули, потому что тот плохо на него влияет. Вдвоём с Фридой они угоняют дедулино Золотое Сомбреро Хаоса и совершают под видом Пумы Локо добрые поступки, надеясь, что Рудольфо и Мария изменят своё мнение о Дедуле. Но Дедуля, узнав, что в глазах общественности он стал героем, решает, что он сходит с ума и становится хорошим, и ему нужно покинуть Чудо-город. Мэнни и Фрида понимают, что все хорошие поступки нужно срочно исправить, чтобы восстановить плохую репутацию Дедули. |                                                                         |                         |                                                                            |                                                                  |                                                      |                 |
| 8a | «Miracle City Worker» «Труженица из Чудо-города»                        | Дэйв Томас и Габе Сварр | Скотт Гимпл Сюжет: Скотт Гимпл и Дуг Лэнгдэйл                              | Люк Кормикан                                                     | 12 мая 2007                                          | 16 ноября 2008  |
| Мария устала смотреть, как Мэнни борется со злодеями, и решает попробовать их перевоспитать. Она начинает заниматься с тремя суперзлодеями: Эль Осо, доктором Чипотлем-старший и Эль Кучароном. Мэнни и Фрида сомневаются, что злодеи могут исправиться, и устраивают им различные провокации. Злодеи не поддаются, и наконец даже Мэнни и Фрида начинают верить в то, что бандит способен исправиться. Тогда и выясняется вся правда о суперзлодеях. |                                                                         |                         |                                                                            |                                                                  |                                                      |                 |
| 8b | «Dia de los Malos» «Плохие дни»                                         | Дэйв Томас              | Трейси Берна Сюжет: Трейси Берна и Дэйв Томас                              | Люк Кормикан                                                     | 12 мая 2007                                          | 16 ноября 2008  |
| Мэнни и Рудольфо собираются принять участие на двухсотом ежегодном Чествовании Героев, главном событии года для борцов с несправедливостью. Установленный на входе «Героеметр» не смог определить, герой Мэнни или злодей, и его не пустили на церемонию. Воспользовавшись тем, что все супергерои собрались в одном месте, Сартана С-Того-Света установила вокруг здания, в котором проходила церемония, силовой барьер, блокировав героев внутри. Чудо-город погрузился в анархию. Единственный герой, оказавшийся за пределами барьера — Эль Тигре, и ему придётся наводить порядок в городе, рассчитывая только на свои силы и помощь Фриды.                                                                               |                                                                         |                         |                                                                            |                                                                  |                                                      |                 |
| 9a | «Yellow Pantera» «Жёлтая Пантера»                                       | Дэйв Томас              | Скотт Кример Сюжет: Хорхе Р. Гутьеррес и Скотт Кример                      | Эдди Тригерос                                                    | 16 июня 2007                                         | 22 ноября 2008  |
| До Мэнни дошёл слух, что однажды Белая Пантера дрался со злодеем по имени Эль Маль Верде и позорно сбежал от него. Считая отца трусом и пытаясь восстановить честь семьи, Мэнни вызывает Эль Маль Верде на бой. И очень скоро выясняет, что причина, по которой Рудольфо покинул поле боя, заключалась не в его трусости, и отцом двигали несколько более сложные мотивы. Но сумеет ли он сам выжить в схватке с Эль Маль Верде? |                                                                         |                         |                                                                            |                                                                  |                                                      |                 |
| 9b | «Rising Son» «Восход сына»                                              | Дэйв Томас              | Трейси Берна Сюжет: Хорхе Р. Гутьеррес и Трейси Берна                      | Фред Гонзалес                                                    | 16 июня 2007                                         | 22 ноября 2008  |
| В Чудо-город приезжает старый друг Рудольфо супергерой Седьмой Самурай со своим 10-летним сыном Тосиро/Кибер-сумо. Поскольку родной город Седьмого Самурая, Сёгун-сити, его стараниями превратился в самое безопасное место на Земле, а он хотел бы воспитать из сына настоящего супергероя, Седьмой Самурай оставляет Тосиро в гостях у семейства Риверы до тех пор, пока Тосиро не победит своего первого супергероя. Но Тосиро очень вежливый мальчик, он стремится угодить всякому встречному и даже извиняется перед своей едой за то, что собирается её съесть. Мэнни, вынужденный жить в комнате попугая Сеньора Чаппи, начинает подозревать, что Тосиро не уедет из Чудо-города никогда…                               |                                                                         |                         |                                                                            |                                                                  |                                                      |                 |
| 10a | «The Curse of the Albino Burrito» «Проклятие Осла-альбиносика»          | Дэйв Томас              | Трейси Берна Сюжет: Хорхе Р. Гутьеррес и Трейси Берна                      | Дэйв Кнотт и Дэйв Томас                                          | 21 сентября 2007                                     | 22 ноября 2008  |
| Дави Рококо, 9-летний школьник в костюме осла, считающий себя супергероем, докучает Мэнни просьбами о супергеройском сотрудничестве. Поддавшись на его уговоры, Мэнни берёт на себя роль «наставника» и сваливает на Дави все свои дела, домашнюю работу и уборку под видом спецтренировки супергероя. Чего он не знает, так это того, что Дедуля построил здоровенного робота, чтобы включить его после своей смерти и отомстить всем, кто перешёл ему дорогу. И активируется этот робот прикосновением к золотой трости, поэтому-то Дедуля строго-настрого запретил её трогать. Запретил Мэнни, но не запрещал Дави. |                                                                         |                         |                                                                            |                                                                  |                                                      |                 |
| 10b | «La Tigresa» «Тигрица»                                                  | Дэйв Томас              | Скотт Гимпл Сюжет: Скотт Гимпл и Хорхе Р. Гутьеррес                        | Фред Гонзалес                                                    | 21 сентября 2007                                     | 22 ноября 2008  |
| Фрида устала быть обузой для Эль Тигре, на которую к тому же сыпятся все шишки. И однажды она решает «позаимствовать» у Мэнни его волшебный ремень, чтобы самой побывать в шкуре героя. Превратившись в супергероиню Тигрицу, Фрида за одну ночь успевает поквитаться со всеми своими обидчиками из числа суперзлодеев. Но остаётся ещё Сартана С-Того-Света, и вот в ходе карательной операции Фрида оказывается в логове у Сартаны. Одна. И без волшебного ремня. |                                                                         |                         |                                                                            |                                                                  |                                                      |                 |
| 11a | «Ballad of Frida Suarez» «Баллада Фриды Суарез»                         | Дэйв Томас              | Скотт Гимпл Сюжет: Хорхе Р. Гутьеррес и Скотт Гимпл                        | Дэйв Кнотт, Люк Кормикан, Габе Сварр, Эдди Тригерос и Дэйв Томас | 28 сентября 2007                                     | 23 ноября 2008  |
| После неудачной схватки с Сартаной Мэнни берёт с Фриды слово никогда не упоминать о случившемся. Однако во время выступления на битве всех банд, для которой Фрида должна была написать величайшую песню всех времён, она спела о неудачном бое Эль Тигре, и эта написанная экспромтом баллада мгновенно становится хитом. |                                                                         |                         |                                                                            |                                                                  |                                                      |                 |
| 11b | «Fool Speed Ahead» «Полный вперёд!»                                     | Дэйв Томас              | Скотт Кример Сюжет: Хорхе Р. Гутьеррес и Скотт Кример                      | Брэндон Круз                                                     | 28 сентября 2007                                     | 23 ноября 2008  |
| Мэнни и Дедуля принимают участие в ежегодных нелегальных гонках для злодеев и регулярно побеждают в них. Рудольфо, в свою очередь, на протяжении многих лет пытается прикрыть суперзлодейский гран-при. Однако на этот раз ставки действительно высоки, призовой фонд составляет пятьсот сиксилиардов долларов с одной стороны, а с другой, если Мэнни и Дедуля не победят, Риверы покинут Чудо-город навсегда. Что будет, если об этом узнает Рудольфо? |                                                                         |                         |                                                                            |                                                                  |                                                      |                 |
| 12a | «Miracle City Undercover» «Операция по внедрению»                       | Дэйв Томас              | Скотт Кример Сюжет: Хорхе Р. Гутьеррес и Скотт Кример                      | Эдди Тригерос                                                    | 5 октября 2007                                       | 23 ноября 2008  |
| Рауль обвинён в хищении драгоценного жезла у муниципального президента Родригеса и Мэнни пытается доказать его невиновность. Для этого они с Раулем внедряются в Усатую Мафию, которая, очевидно, имеет отношение к краже жезла. В ходе работы «под прикрытием» Мэнни неожиданно для себя обнаруживает, что члены Усатой Мафии знают толк в развлечениях, и на время забывает о цели своего внедрения. |                                                                         |                         |                                                                            |                                                                  |                                                      |                 |
| 12b | «Bride of Puma Loco» «Невеста Пума Локо»                                | Дэйв Томас              | Скотт Кример Сюжет: Хорхе Р. Гутьеррес и Скотт Кример                      | Шон Зелес и Брэндон Круз                                         | 5 октября 2007                                       | 23 ноября 2008  |
| Дедуля выступает перед семьёй с шокирующим известием — он собирается пожениться… на Сартане С-Того-Света! Они так долго пытались уничтожить друг друга, что в итоге их взаимная неприязнь переросла в настоящую любовь. Мэнни подозревает, что это всего лишь уловка со стороны Сартаны, мечтающей убить Дедулю. Он вместе с Фридой пытается испортить отношения между Дедулей и Сартаной, но всё тщетно. До тех пор, пока Мэнни не прибегает к тайному плану, который уж точно расстроит свадьбу. Но какой ценой? |                                                                         |                         |                                                                            |                                                                  |                                                      |                 |
| 13a | «Eye Caramba» «Проклятый глаз»                                          | Дэйв Томас              | Трейси Берна Сюжет: Скотт Гимпл и Хорхе Р. Гутьеррес                       | Рики Гардуно                                                     | 12 октября 2007                                      | 29 ноября 2008  |
| Мэнни выигрывает в дартс у Мисс Индюшки её стеклянный глаз и они вдвоём с Дедулей преподносят его как подарок Рудольфо. В глаз встроена миниатюрная камера, так что теперь Стая Фурий в курсе, чем занят их злейший враг Белая Пантера. Поэтому они всегда опережают его на один шаг. Белая Пантера выглядит в глазах общественности медленным копушей, неспособным бороться с преступностью, и доходит даже до того, что мэр Родригес рвёт его лицензию супергероя. |                                                                         |                         |                                                                            |                                                                  |                                                      |                 |
| 13b | «Clash of the Titan» «Битва Титана»                                     | Дэйв Томас              | Скотт Гимпл Сюжет: Скотт Гимпл и Хорхе Р. Гутьеррес                        | Рики Гардуно                                                     | 12 октября 2007                                      | 29 ноября 2008  |
| Титановый Титан вновь вернулся в Чудо-город, на этот раз полностью изменившейся личностью. Он провёл некоторое время в монастыре на Востоке, где работал над собой и учился. Он не хочет больше мстить Мэнни и просит лишь о прощении. Теперь они втроём, Белая Пантера, Эль Тигре и Титановый Титан начинают бороться с преступностью в Чудо-городе. Но чего в действительности стоят слова бывшего суперзлодея и могут ли злодеи меняться к лучшему? |                                                                         |                         |                                                                            |                                                                  |                                                      |                 |
| 14 | «The Grave Escape» «Побег из могилы»                                    | Дэйв Томас              | Скотт Кример и Дуг Лэнгдэйл Сюжет: Хорхе Р. Гутьеррес и Скотт Кример       | Рики Гардуно и Эдди Тригерос                                     | 19 октября 2007                                      | 29 ноября 2008  |
| В канун празднования Día de los Muertos или Дня Мёртвых Сартана С-Того-Света вызывает армию забытых мёртвых душ и обрушивает их разрушительную мощь на Чудо-город. Мэнни и Фрида попадают в Страну Мёртвых (по всей видимости, оба погибли в результате атаки Сартаны, на что указывает реакция Дедули и Рудольфо, посмотревших на место трагедии). В то время как Белая Пантера и Пума Локо сами балансируют между жизнью и смертью, будучи вот-вот раздавленными ужасным монстром Сартаны, Мэнни и Фрида встречают в загробном мире предков Ривера. Заручившись их поддержкой, а также взяв в союзники Первого Эль Тигре, Мэнни и Фрида возвращаются из Страны Мёртвых и принимают участие в битве с Сартаной и её монстром. |                                                                         |                         |                                                                            |                                                                  |                                                      |                 |
| 15a | «Burrito's Little Helper» «Маленький помощник Буррито»                  | Дэйв Томас              | Трейси Берна Сюжет: Скотт Кример                                           | Фред Гонзалес                                                    | 2 ноября 2007                                        | 30 ноября 2008  |
| Дави Рококо, считающий себя супергероем, выручает Мэнни в ситуации, грозившей тому исключением из школы, и в благодарность за это Мэнни на протяжении недели вынужден исполнять роль личного помощника мнимого супергероя в ослином костюме, подвергаясь при этом унижению и насмешкам со стороны суперзлодеев. |                                                                         |                         |                                                                            |                                                                  |                                                      |                 |
| 15b | «Crouching Tigre, Hidden Dragon» «Крадущийся Тигре, Затаившийся Дракон» | Дэйв Томас              | Брэндон Сойер Сюжет: Хорхе Р. Гутьеррес и Скотт Кример                     | Люк Кормикан                                                     | 2 ноября 2007                                        | 30 ноября 2008  |
| В Чудо-город прибывают члены Лиги Дружного Содружества. Они выслеживают злодея, которого зовут Драко-Червь. Он по всему свету собирает тайные ингредиенты, которые сделают его неуязвимым. Члены Лиги предлагают Мэнни стать их проводником в Чудо-городе, «забыв» сообщить ему, что последний из ингредиентов — это тигр, а Мэнни достаётся роль приманки, на которую они рассчитывают поймать Драко-Червя. |                                                                         |                         |                                                                            |                                                                  |                                                      |                 |
| 16a | «The Cactus Kid» «Кактус Кид»                                           | Дэйв Томас              | Брэндон Сойер Сюжет: Скотт Кример и Хорхе Р. Гутьеррес                     | Брэндон Круз                                                     | 9 ноября 2007                                        | 30 ноября 2008  |
| Злодей-провинциал Кактус Кид, воспитанный кактусами, приезжает в Чудо-город, мечтая покорить его. Дедуля Ривера, рассчитывая вызвать у Мэнни ревность, берётся тренировать Кактус Кида на пути зла. Но деревенщина Кактус Кид почти необучаем, и его супервозможности выглядят так несерьёзно. |                                                                         |                         |                                                                            |                                                                  |                                                      |                 |
| 16b | «A Mother's Glove» «Мамина перчатка»                                    | Дэйв Томас              | Скотт Кример Сюжет: Брэндон Сойер и Хорхе Р. Гутьеррес                     | Шон Зелес                                                        | 9 ноября 2007                                        | 30 ноября 2008  |
| Обнаружив на чердаке запертый сундук, Мэнни вскрывает его и неожиданно выясняет, что его мама, библиотекарь Мария, у которой при одном упоминании о насилии начинается приступ паники, была когда-то в прошлом… супергероиней! |                                                                         |                         |                                                                            |                                                                  |                                                      |                 |
| 17 | «The Good, the Bad, and the Tigre» «Хороший, Плохой и Эль Тигре»        | Дэйв Томас              | Скотт Кример Сюжет: Хорхе Р. Гутьеррес и Скотт Кример                      | Люк Кормикан и Фред Гонзалес                                     | 25 января 2008                                       | 6 декабря 2008  |
| Сартана, суперзлодейка, терроризирующая Чудо-город, сделала сенсационное заявление: она уходит на отдых и отдаст свою Мистическую Гитару Мёртвых, а вместе с ней и всю свою империю зла тому из злодеев, кто победит в объявленном ею чемпионате. Среди желающих завладеть Мистической Гитарой и стать властителем зла (либо навсегда покончить с ним) оказываются внук Сартаны Данго, Пума Локо, некто Чёрная Пантера и Эль Тигре. Для этого эпизода было придумано два альтернативных финала, в которых Эль Тигре выбирал сторону добра или зла, в зависимости от результатов голосования, проводившегося среди зрителей. Голосование определило, что Эль Тигре выберет всё же сторону добра.                                |                                                                         |                         |                                                                            |                                                                  |                                                      |                 |
| 18a | «A Fistful of Nickels»                                                  | Дэйв Томас              | Томас Харт и Дуг Лэнгдэйл Сюжет: Хорхе Р. Гутьеррес и Томас Харт           | Дэйв Томас                                                       | 2005 (пилотная серия) 16 июня 2008 (ремейк)          | 6 декабря 2008  |
| 18a | «A Fistful of Nickels»                                                  | Дэйв Томас              | Томас Харт и Дуг Лэнгдэйл Сюжет: Хорхе Р. Гутьеррес и Томас Харт           | Дэйв Томас                                                       | 2005 (пилотная серия) 16 июня 2008 (ремейк)          | 6 декабря 2008  |
| Случайно разрушив дом Риверы и убив семейного попугая, Мэнни пытается возместить ущерб, украв деньги у суперзлодеев. |                                                                         |                         |                                                                            |                                                                  |                                                      |                 |
| 18b | «Animales»                                                              | Дэйв Томас              | Габе Сварр и Хорхе Р. Гутьеррес Сюжет: Шон Зелес, Скотт Кример, Дэйв Томас | Шон Зелес                                                        | 16 июня 2008                                         | 6 декабря 2008  |
| После ухода менни и его семьи на церемонию Сеньер Чаппи (Попугай) и Маленький Мул (осёл) начинают воевать со старыми соперниками Козлом и Петухом за маленьким, золотым сомбреро. |                                                                         |                         |                                                                            |                                                                  |                                                      |                 |
| 19a | «Tigre + Cuervo Forever» «Тигре+Ворона навеки»                          | Дэйв Томас              | Трейси Берна Сюжет: Хорхе Р. Гутьеррес                                     | Рики Гардуно                                                     | 17 июня 2008                                         | 7 декабря 2008  |
| Мэнни начинает встречаться с Чёрным Вороном, чтобы получить информацию о преступлениях Стаи Ярости, чтобы предупредить своего отца и остановить их. Но вскоре Мэнни понимает, почему ему не следует использовать в своих интересах чувства девушки. |                                                                         |                         |                                                                            |                                                                  |                                                      |                 |
| 19b | «The Thing That Ate Frida's Brain» «Штука, съевшая Фридин мозг»         | Дэйв Томас              | Brandon Sawyer Сюжет: Брэндон Сойер и Хорхе Р. Гутьеррес                   | Eddie Trigueros                                                  | 17 июня 2008                                         | 7 декабря 2008  |
| После того, как Фрида начинает медленно превращаться в зомби, жаждущего мозгов, Мэнни должен найти способ вылечить её, прежде чем она превратится в полного зомби. |                                                                         |                         |                                                                            |                                                                  |                                                      |                 |
| 20a | «Stinking Badges»                                                       | Габе Сварр              | Скотт Кример Сюжет: Хорхе Р. Гутьеррес и Скотт Кример                      | Люк Кормикан                                                     | 18 июня 2008                                         | 7 декабря 2008  |
| Чтобы завоевать уважение отца, Фрида берёт на себя ответственность за все преступления, которые прекращает Эль Тигре. Но её старшие сёстры-близнецы вскоре видят её замысел. |                                                                         |                         |                                                                            |                                                                  |                                                      |                 |
| 20b | «Mech Daddy»                                                            | Дэйв Томас              | Трейси Берна Сюжет: Хорхе Р. Гутьеррес и Дуг Лэнгдэйл                      | Фред Гонзалес                                                    | 18 июня 2008                                         | 7 декабря 2008  |
| Мэнни и Фрида берут под свой контроль меха суперзлодея по имени Гигантский Робот Санчес. |                                                                         |                         |                                                                            |                                                                  |                                                      |                 |
| 21a | «The Return of Plata Peligrosa» «Возвращение Платы Пелигросы»           | Габе Сварр              | Скотт Кример Сюжет: Дэйв Томас и Скотт Кример                              | Габе Сварр, Кэти Райс, Фред Осмонд и Дэвид Фейсс                 | 19 июня 2008                                         | 13 декабря 2008 |
| Родольфо начинает влюбляться в Марию после того, как она становится Платой Пелигрозой. Мэнни и Фрида должны убедить Родольфо Мария не она сама, когда она супергероиня. |                                                                         |                         |                                                                            |                                                                  |                                                      |                 |
| 21b | «Chupacabros!» «Чупакабра!»                                             | Дэйв Томас              | Eddie Guzelian Сюжет: Хорхе Р. Гутьеррес и Скотт Кример                    | Sean Szeles                                                      | 19 июня 2008                                         | 13 декабря 2008 |
| Найдя чупакабру, Мэнни решает оставить его как домашнее животное и назвать его «Чуй». Но когда местные козы пропадают, Мэнни узнаёт, что Чуи ест коз, и должен выпустить его в дикую природу, чтобы он больше не ел. |                                                                         |                         |                                                                            |                                                                  |                                                      |                 |
| 22a | «Love and War» «Любовь и война»                                         | Дэйв Томас              | Трейси Берна Сюжет: Хорхе Р. Гутьеррес и Трейси Берна                      | Эдди Тригерос                                                    | 20 июня 2008                                         | 14 декабря 2008 |
| Сеньор Синьестре и доктор Чипотль-младший тайно влюблены во Фриду. Решив, что она любит Мэнни, злодеи пытаются избавиться от соперника, но после того, как все их попытки провалились, объединяют усилия и создают гибрида Монстра Гуакамоле Чипотля-младшего и робота Синьестре, которого называют Гигантский Робот Гуакамоле-Ковбой. |                                                                         |                         |                                                                            |                                                                  |                                                      |                 |
| 22b | «Wrong and Dance» «Грязные танцы»                                       | Дэйв Томас              | Brandon Sawyer Сюжет: Хорхе Р. Гутьеррес и Скотт Кример                    | Рики Гардуно                                                     | 20 июня 2008                                         | 14 декабря 2008 |
| Мэнни и Фрида пытаются пригласить кого-нибудь быть парой на школьном балу. Фрида выбирает на роль кавалера Серхио/Синьестро, а Мэнни — хулиганок из школы Леоне. И если Серхио, влюблённый во Фриду, готов из кожи вон лезть, чтобы ей угодить, то Мэнни ещё предстоит постараться, чтобы заинтересовать хулиганок в походе на бал. |                                                                         |                         |                                                                            |                                                                  |                                                      |                 |
| 23a | «Oso Solo Mio» «Осо соле мио»                                           | Габе Сварр              | Brandon Sawyer Сюжет: Хорхе Р. Гутьеррес и Скотт Кример                    | Рики Гардуно                                                     | 7 августа 2008                                       | 20 декабря 2008 |
| После спасения жизней Мэнни и Фриды Эль Осо просит помощи, чтоб заполучить свою любовь — королеву медведей. |                                                                         |                         |                                                                            |                                                                  |                                                      |                 |
| 23b | «Silver Wolf» «Серебряный волк»                                         | Дэйв Томас              | Tracy Berna Сюжет: Eddie Trigueros and Хорхе Р. Гутьеррес                  | Eddie Trigueros                                                  | 7 августа 2008                                       | 20 декабря 2008 |
| В Чудо-городе появляется новый хулиган — Серебряный Волк (который на самом деле Титановый Титан). Фрида влюбляется в него и становится его лучшей подругой. Мэнни ревнует и вызывает Серебряного Волка на бой. |                                                                         |                         |                                                                            |                                                                  |                                                      |                 |
| 24a | «The Cuervo Project» «Проект Вороны»                                    | Дэйв Томас              | Генри Гилрой Сюжет: Хорхе Р. Гутьеррес                                     | Fred Gonzales                                                    | 8 августа 2008                                       | 21 декабря 2008 |
| Немезида Фриды, Зои Авес, объединилась с Мэнни и Фридой для проекта научной ярмарки. Но когда Фрида начинает подозревать, что Зоя может быть Чёрным Куэрво, они с Мэнни пытаются это доказать. |                                                                         |                         |                                                                            |                                                                  |                                                      |                 |
| 24b | «The Golden Eagle Twins» «Золотые орлы»                                 | Габе Сварр              | Скотт Кример Сюжет: Хорхе Р. Гутьеррес и Скотт Кример                      | Люк Кормикан и Рики Гардуно                                      | 8 августа 2008                                       | 21 декабря 2008 |
| В Чудо-городе появляются новые герои, близнецы «Золотые орлы», брат и сестра Карлито и Карла. |                                                                         |                         |                                                                            |                                                                  |                                                      |                 |
| 25a | «Dia de los Padres»                                                     | Габе Сварр              | Генри Гилрой Сюжет: Хорхе Р. Гутьеррес и Скотт Кример                      | Люк Кормикан                                                     | 13 сентября 2008                                     | 27 декабря 2008 |
| Мэнни объединяется с доктором Чипотлом-младшим, чтобы сделать своим отцам подарок на День отца. Но можно ли доверять доктору Чипотле-младшему? |                                                                         |                         |                                                                            |                                                                  |                                                      |                 |
| 25b | «Mustache Love» «Усатая любовь»                                         | Дэйв Томас              | Скотт Кример Сюжет: Хорхе Р. Гутьеррес и Скотт Кример                      | Шон Зелес                                                        | 13 сентября 2008                                     | 27 декабря 2008 |
| Рауль влюбляется и Мэнни идёт с ним на двойное свидание. |                                                                         |                         |                                                                            |                                                                  |                                                      |                 |
| 26a | «Back to Escuela» «Назад в школу»                                       | Дэйв Томас              | Скотт Кример Сюжет: Хорхе Р. Гутьеррес и Скотт Кример                      | Эдди Тригерос                                                    | 13 сентября 2008                                     | 28 декабря 2008 |
| Чтобы украсть серебряного скорпиона, Дедуля проводит целый день с Мэнни в школе Леоне. |                                                                         |                         |                                                                            |                                                                  |                                                      |                 |
| 26b | «No Boots, No Belt, No Brero» «Нет сапог, нет пояса, нет бреро»         | Габе Сварр              | Дуг Лэнгдэйл Сюжет: Хорхе Р. Гутьеррес, Сандра Экиуа и Скотт Кример        | Рики Гардуно                                                     | 13 сентября 2008                                     | 28 декабря 2008 |
| После уничтожения дома муниципального президента Родригеса суд постановляет конфисковать у семьи Ривера волшебные предметы силы: Золотое Сомбреро Хаоса, Бронзовые Сапоги Правды и пояс Эль Тигре. |                                                                         |                         |                                                                            |                                                                  |                                                      |                 |

## Персонажи

### Семья Ривера и их знакомые
Мэнни Ривера/Эль Тигре — главный герой сериала, сын супергероя и внук суперзлодея. Внешне больше похож на отца. Учится в средней школе Леоне. Умеет превращаться в Эль Тигре, крутанув пряжку своего волшебного пояса. Очень любит свою семью, но не может выбрать свой путь в суперпреступном мире. Поэтому он помогает как отцу, так и дедушке. Хотя чаще всего он всё-таки сражается со злодеями, поэтому он скорее супергерой. Как и любой мальчишка, очень весёлый и шаловливый. Как и его отец, имеет шрам на левом глазу, происхождение которого не указывается. Всегда ходит со своей лучшей подругой Фридой Суарес.
Кредо: «Превращайсь! Рарра!»

Фрида Суарес

Фрида Суарес — лучшая подруга Мэнни, которая с ним всегда, даже если её жизни угрожает опасность (они сверстники, дружат с детского сада). Учится в одной с Мэнни средней школе Леоне. Больше всего на свете любит чуррос и экстремальные виды отдыха. Лидер рок-группы «Atomic Sombreros». Фрида проводит больше времени с семьёй Мэнни, чем со своей собственной. В эпизоде «Тигрица» дважды «заимствовала» у Мэнни его волшебный ремень и становилась супергероиней Тигрицей.
Несмотря на подчёркнуто-дружеские отношения между Мэнни и Фридой (к примеру, на предложение Мэнни «Может, обнимемся?» Фрида ответила: «С радостью, если бы меня от тебя не тошнило»), в сериале встречаются сцены, указывающие на то что их дружба может скрывать более тёплые чувства. Так в эпизоде «Усатый мальчик» Мэнни едет в машине в компании девочек, а Фрида там сидит с недовольным видом. Мэнни сильно ревнует Фриду в одном из эпизодов второго сезона, а в эпизоде «No Boots, No Belt, No Brero» Фрида, упав в руки Мэнни, целует его (возможно, не отдавая отчёта в своих действиях).
Кредо: «Круто, чувак!»

Белая Пантера

Рудольфо Ривера/Белая Пантера — отец Мэнни, Рудольфо Ривера, лицензированный супергерой Белая Пантера (имеет лицензию, выданную муниципальным президентом Чудо-города). Всегда ходит в маске борца, закрывающей лицо, Бронзовых Сапогах Правды и в перчатках. Снимает маску только когда бреется или вынужден её постирать, всё остальное время ходит в ней, даже когда причёсывается (эпизод «Плохие дни») и спит (эпизод «Соло для героя»). Его лицо показано в некоторых эпизодах, таких как «Жёлтая Пантера», «Мать всех тигров», «Нечестный гол» и др.
На протяжении многих лет безуспешно пытается избавить Чудо-город от преступности. Мечтает, чтобы Мэнни вырос настоящим супергероем и отстаивал принципы добра и справедливости. Расстраивается, когда Мэнни творит с Дедулей зло.
Кредо: «Мэнни, татуировки — это зло. Татуировки, панки, пирсинг, грязные трусы, белый сахар — ЭТО ЗЛО!!!»

Пума Локо

Хорхе «Дедуля» Ривера/Пума Локо (исп. Puma Loco — сумасшедшая пума) — дедушка Мэнни, отец Рудольфо. Престарелый суперзлодей «на пенсии». Переехал к Рудольфо и Мэнни, чтобы присматривать за ними после того, как от них ушла мать Мэнни (а ещё потому, что разрушил свою обитель зла). Носит многофункциональное Золотое Сомбреро Хаоса, трансформирующееся в роботизированный костюм, с помощью которого Дедуля творит зло. Его мечта — вырастить из Мэнни настоящего суперзлодея. Расстраивается и злится, когда Мэнни творит добро. Озвучил Карлос Алазраки
Кредо: «Как я рад, что мы делаем зло вместе!»

Мария, мать Мэнни

Мария Ривера — мать Мэнни, бывшая жена Рудольфо. Не переносит насилия и ушла от Рудольфо, потому что не могла спокойно относиться к его работе супергероя и постоянным рискам для жизни. Долгое время жила за границей, где успешно занималась своей певческой карьерой (Мэнни навещал её каждый месяц). Начинает задыхаться, когда Мэнни геройствует. Работает библиотекарем в средней школе Леоне.
В эпизоде «Мамина перчатка» рассказывается, что Мария в прошлом некоторое время была супергероиней по имени Плата Пелигроса (исп. Plata Peligrosa — опасное серебро), но испугалась разрушительной силы своей Перчатки Власти и отказалась от её использования.
Один из сквозных гэгов сериала заключается в том, что Мария в доказательство своей точки зрения всегда предъявляет книгу, которая имеет такое же название, как и мысль, высказанная ею вслух (восклицает при этом: «И это факт!»). Персонаж озвучен актрисой Эйприл Стюарт, известной своей работой над сериалом «South Park».

### Злодеи

Сартана С-Того-Света

- Сартана С-Того-СветаСартана С-Того-Света (также известна как Сартана-Мертвечиха) — оживший скелет женщины в красном платье и шляпе. Злейший враг семьи Ривера, также самый могущественный из суперзлодеев, досаждающих Чудо-городу. Владеет артефактом под названием Мистическая Гитара Мёртвых. Благодаря ей Сартана обладает властью над костями умерших, также гитара является источником силы, поддерживающей жизнь после смерти в самой Сартане (в некоторых эпизодах, таких как «Зебра-ослик», «Плохие дни», «Хороший, Плохой и Эль Тигре» разрушение Мистической Гитары влечёт за собой гибель Сартаны и всех существ, оживлённых с помощью гитары). Обитает со своей армией скелетов в заброшенной тюрьме, где хранит награбленные за сотни лет драгоценности.

Персонаж Сартаны С-Того-Света является аллюзией на мексиканского рок-музыканта Карлоса Сантана, в то время как сам образ заимствован из работ мексиканского гравёра Хосе Гваделупе Посада (1851—1913), являющегося автором персонажа La Catrina (Катрина-щеголиха, скелет в элегантном дамском наряде).
- Серхио/Сеньор Синьестро (исп. Señor Siniestro — мистер зловещий) — ровесник Мэнни, учится с ним в одном классе. Очень маленького роста. Тайно влюблён во Фриду (тема влюблённости Серхио впервые поднята в заключительном эпизоде первого сезона «Хороший, Плохой и Эль Тигре» и получила дальнейшее развитие во втором сезоне). Его лучший, если не сказать единственный друг — Диего/Доктор Чипотл-младший, с которым он соперничал в состязании за любовь Фриды (эпизод «Любовь и война»). Благодаря неосторожному комментарию Мэнни по поводу низкого роста Серхио в первый же учебный день в средней школе Леоне стал всеобщим посмешищем, в результате считает Эль Тигре своим злейшим врагом и мечтает отомстить. Его злобное альтер эго — Сеньор Синьестро, суперзлодей в роботизированном костюме.
- Эль Осо  (исп. El Oso — медведь) — большой, волосатый и обладающий сверхчеловеческой силой бандит. В некоторых эпизодах появляется в компании с медвежонком по имени Эль Осито, которого считает своим братом-близнецом. Во втором сезоне рассказано, что в детстве Эль Осо был забыт на пикнике и в результате воспитывался медведями. Постоянно нападает на Мэнни, и сколько бы раз его не ловили Эль Тигре или Белая Пантера, всегда сбегает из тюрьмы к ужину.
- Титановый Титан — бывший супергерой, его руки сделаны из жидкого титана, способного менять форму. Когда-то Титан был напарником Белой Пантеры. После того, как Рудольфо завёл семью и на свет появился Мэнни, Титан попытался вершить правосудие в одиночку, но у него не получилось. Он озлобился на весь мир, и особенно на Мэнни, рождение которого, по мнению Титана, разрушило его дружбу с Рудольфо.
- Эль Маль Верде — очень большой зеленокожий злодей с железной рукой-палицей.[6] Считается, что ни один супергерой не в состоянии его победить. Однажды Белая Пантера дрался с Эль Маль Верде и сбежал с поля боя, но не потому что струсил, а потому что не хотел в случае гибели оставлять Марию и маленького Мэнни одних. Озвучен американо-мексиканским актёром Дэнни Трёхо Младшим, известным в основном исполнением ролей преступников.

Монстерзума

- МонстерзумаМонстерзума — древний монстр, спящий глубоко под землёй. Правую руку ему заменяет дракон. Разбудить чудовище может лишь прикосновение к алмазу Монстерзумы, после чего монстр не успокоится, пока не раздавит того, кто прикоснулся к камню, и не «размажет по континенту».
- Доктор Чипотл-старший — сумасшедший учёный с искусственным глазом и электромеханическим протезом вместо левой руки, отец доктора Чипотла-младшего. Занимается тем, что конструирует гигантских монстров-роботов, которые грабят для него банки. Имеет привычку говорить о себе в третьем лице. Страдает от аллергии на чуррос.
- Диего/Доктор Чипотл-младший — сын доктора Чипотла-старшего, мальчик-гений. Мстит семье Ривера за то, что Белая Пантера упрятал его отца в тюрьму. Как и отец, имеет электронный искусственный глаз и протез вместо левой руки. Официальная личность (семилетний школьник Диего) впервые показывается в эпизоде «Любовь и война».
- Усатая мафия — банда из четырёх человек. Главарь — Дон Баффи, старик в инвалидном кресле (озвучен актёром Джоном Полито, известным в основном ролями полицейских и преступников). Используют свои усы в качестве оружия (усы превращаются в гигантские волосяные руки и/или колюще-режущие инструменты).

#### Стая Фурий
- Зоэ Авес/Ворона — учится с Мэнни в одной школе, тайно влюблена в него. В эпизоде «Входит Ворона» Зоэ обучала Мэнни некоторым приёмам, рассчитывая сдружиться с ним, чтобы досадить Фриде. Ворона является антиподом Мэнни, её семья — законченные суперзлодейки.
- Кармелита Авес/Вольтура (исп. Voltura — хищница) — мать Зоэ, суперзлодейка Вольтура. Когда-то в прошлом Рудольфо Ривера бросил её ради Марии, и она поклялась отомстить семье Ривера.
- Бабушка Авес/Мисс Индюшка — бабушка Зоэ, суперзлодейка Мисс Индюшка. Один глаз стеклянный. Когда-то у неё был роман с Пума Локо, но тот бросил её, и она также поклялась отомстить.

#### Второстепенные злодеи
- Комрад Хаос — суперзлодей на пенсии, друг Пума Локо, по национальности русский. Носит высокую меховую шапку, вооружён серпом и молотом. Также известный как Красная Угроза. Рассказывает, что однажды ограбил центральный банк Чудо-города.
- Эль Тарантула — суперзлодей на пенсии, друг Пума Локо. У него шесть глаз и три пары рук, умеет выпускать паутину, берёт в прокате диски с мультфильмами. Рассказывает, что однажды украл Луну и обменял её на миллиард долларов.
- Мано Негра (исп. Mano Negra — чёрная рука) — суперзлодей на пенсии, друг Пума Локо. Представляет собой живую голову, подключаемую к механическому телу, ввиду дороговизны горючего телом пользуется редко и бо́льшую часть времени проводит в банке с раствором. Проживает, как и предыдущие два суперзлодея на пенсии, в доме престарелых под названием «Casa De Dios». Рассказывает, что однажды украл городской музей, целиком.
- Генерал Чапуса — зомби-генерал, тренер футбольной команды «Калаверские зомби» (исп. calavera — череп), в которой играет его внук Че Чапуса. Невероятно хороший танцор.
- Джанго С-Того-Света — внук Сартаны С-Того-Света. Ненавидит взрослых, и в особенности когда те им командуют. У него есть своя собственная Мистическая Гитара. Создатели планировали полнее раскрыть этого персонажа в последующих сезонах, но по причине отмены сериала этого не произошло.
- Кактус Кид — злодей-провинциал, приехавший в Чудо-город, чтобы покорить его. Умеет управлять кактусами. Надеясь вызвать у Мэнни ревность, Дедуля берётся тренировать Кактус Кида, обещая сделать из него настоящего суперзлодея. Однако затея проваливается, и в результате Кактус Кид объявляет всю семью Ривера своими заклятыми врагами.
- Бандиты Калавера — разный сброд, обитающийся в Калавера, «мировой столице зла». Действие некоторых эпизодов разворачивается в этом городке, про который ходят самые зловещие слухи.
- Клан монстров-ниндзя — старые враги Седьмого Самурая, почти им уничтоженные.
- Гигантский робот Санчес — гигантский робот. Живёт с женой и двумя детьми, часто появляется в Чудо-городе с целью творить зло.

### Прочие супергерои
- Седьмой Самурай — друг Белой Пантеры. Избавил свой родной город Сёгун-сити (Shogun City), некогда бывший рассадником злодейства, от всякой преступности. Почти уничтожил клан монстров-ниндзя. Отец Тосиро/Кибер-сумо. Озвучен актёром Джорджем Такеи.
- Тосиро/Кибер-сумо — сын Седьмого Самурая. Очень вежливый мальчик. Супервозможность: трансформируется в роботизированный костюм борца сумо.
- Эль Кучарон (исп. El Cucharón — ложка) — бывший суперзлодей, которого Мария сумела перевоспитать во время своего эксперимента (эпизод «Труженица из Чудо-города»). Обладает мистической властью над ложками. Эль Тигре однажды сломал его любимую деревянную ложку. После успешного перевоспитания сказал, что собирается выучиться на повара, но в итоге получил лицензию священника (эпизод «Невеста Пума Локо»).

#### Лига Дружного Содружества
Группа из трёх супергероев, называющих себя «Лига Дружного Содружества». Белая Пантера в детстве был их поклонником и мечтал вступить в их ряды.
- Промышленник — охранник Лос Одинокос, одет в летающий костюм, вооружён пушкой, стреляющей стальными двутаврами. Озвучен актёром Брюсом Кэмпбеллом, известным в основном по фильмам «Зловещие мертвецы».
- Космическая Клеопатра — защитница Земли, чародейка, управляет магическими кобрами.
- Серебряный сомбреро — мастер летающего сомбреро, лидер Лиги Дружного Содружества.

### Предки Мэнни
Предки Мэнни Риверы через одного являются героями и злодеями, при этом герои имеют внешность потомков испанских конкистадоров, а злодеи — внешность коренного населения Мексики:
- Ягуар Правосудия — отец Пума Локо, прадедушка Мэнни, супергерой.
- Могучий Гепард — прапрадедушка Мэнни, суперзлодей.
- Золотой Лев — прапрапрадедушка Мэнни, первый супергерой в семье Ривера.
- Тёмный Леопард — прапрапрапрадедушка Мэнни, первый суперзлодей в семье Ривера.
- Эль Тигре I — первый Эль Тигре, дальний родственник/предок. Он так не решил, какую сторону выбрать, супергероев или суперзлодеев, и у него развилось раздвоение личности.

### Прочие персонажи
- Рауль — усы Мэнни, которые ему вырастил доктор Чипотль-младший в эпизоде «Усатый мальчик». Наделены самостоятельным разумом и самосознанием. В конце эпизоде Рауль и Мэнни расстаются, потому что понимают что ещё не готовы для того, чтобы быть вместе постоянно. «Ты был как старший брат, которого у меня никогда не было, только приросший к губе» — произносит Мэнни. Позже Рауль появляется в других эпизодах, обычно когда ему требуется помощь Мэнни.
- Эмильяно «Шеф» Суарес — отец Фриды, шеф полиции Чудо-города. Очень суровый и строгий. Крайне неприязненно относится к Мэнни, полагая (не без оснований) что Фрида в его обществе подвергается серьёзной опасности. Считает, что Мэнни Ривера плохо влияет на его дочь.
- Дави Рококо/Альбиносик-Буррито (также известен как Осёл-альбиносик) — девятилетний школьник, считающий себя супергероем. Постоянно пристаёт к Мэнни с предложением обмена супергеройским профессиональным опытом в сфере борьбы со злом. С этим персонажем связана определённая интрига, поскольку однозначного ответа на вопрос, является ли в действительности Дави супергероем, в сериале не даётся. С определённой уверенностью можно сказать одно: Дави Рококо, он же Альбиносик-Буррито неизвестно где добывает предметы, наделённые невероятно разрушающей энергией.
- Завуч Шакал — заведующий учебной частью средней школы Леоне, ненавидит Мэнни и Фриду за то, что они постоянно делают его объектом шуток и проказ. Пытается всеми методами способствовать их исключению из школы.
- Муниципальный президент Родригес — мэр Чудо-города, коротышка с большими амбициями и дурным характером, типичный политик.

### Домашние питомцы и прочие животные
- Сеньор Чаппи — одноногий амазонский попугай в шляпе, живущий в доме семейства Ривера. Его коронная фраза «Вива панталоны!» (исп. «Viva Pantalones!»). Также однажды произнёс «Вива семья» (исп. «Viva Familia!») и «Печенье» (англ. «Cookie») во сне. Любимая еда — ушная сера. Живёт в отдельной комнате по причине чрезвычайной нечистоплотности. Одно из наказаний, которое периодически выпадает на долю Мэнни — убирать за сеньором Чаппи.

Дедуля верхом на Ослике

- Дедуля верхом на ОсликеЗебра-ослик — помесь зебры и осла, живой (первоначально) талисман средней школы Леоне. В эпизоде «Зебра-ослик» Мэнни победил в школьном конкурсе и получил возможность в течение недели ухаживать за Зебра-осликом. Но, не досмотрев до конца учебный фильм, накормил его бананами (которые смертельно ядовиты для зебра-осликов). Мэнни и Фрида выкрали у Сартаны С-Того-Света её Мистическую Гитару Мёртвых и оживили Зебра-ослика. Позднее ненадолго появляется в кадре в эпизоде «Баллада Фриды Суарес», уже в состоянии ожившего трупа. Он выходит на сцену для объявления группы Фриды, название «Atomic Sombreros» написано на табличке, которую Зебра-ослик держит в зубах.
- Ослик, он же Маленький Мул — любимец Дедули, ленивый и малоподвижный осёл, чрезвычайно предан ему. Дедуля переехал к Рудольфо вместе с Осликом и Сеньором Чаппи.
- Монстр Гуакамоле/Злое Гуакамоле — чудовище, созданное доктором Чипотлем-младшим. Представляет собой наделённый разумом национальный мексиканский соус гуакамоле. Фактически является первым монстром в сериале, с которым сразился Мэнни (эпизод «Ночь живого Гуакамоле»). Постоянно стремится съесть сам себя. В эпизоде «Усатый мальчик» это создание получило в распоряжение магический ремень Эль Тигре и у него появились кошачьи уши, белые бакенбарды и перчатки с когтями. В эпизоде «Любовь и война» доктор Чипотль-младший и Сеньор Синьестро объединили усилия по уничтожению Мэнни и создали гибрид Монстра Гуакамоле и робота, собрав Гигантского Робота Гуакамоле-Ковбоя.
- Козёл — обычный козёл, живущий во дворе средней школы Леоне. Фигурирует в нескольких гэгах, связанных со школой.

## Факты
- В интервью журналу «Animation World Magazine» Хорхе Р. Гутьеррес сказал, что на него огромное влияние[7] оказал сериал «Шоу Рена и Стимпи» канадского мультипликатора Джона Крисфалуси.